# Mamadou Lamine Loum
Pour les articles homonymes, voir Loum (homonymie).
Mamadou Lamine Loum (), né le 3 février 1952 à Mboss (région de Kaolack), est un homme d'État sénégalais, ancien Premier ministre du président Abdou Diouf.

## Biographie
Mamadou Lamine Loum est diplômé de la faculté de droit et de l'école nationale de la magistrature du Sénégal. Il fait toute sa carrière au trésor public, inspecteur d'abord, puis trésorier général pendant huit ans et enfin directeur de 1991 à 1993. Considéré comme « un économiste rigoureux », il négociera avec succès le rééchelonnement de la dette de son pays avec le club de Paris.
Membre du Parti socialiste, il est secrétaire d'état chargé du budget de juin 1993 à janvier 1998, puis ministre des Finances de janvier à juillet 1998.
Succédant à Habib Thiam, il est nommé Premier ministre le 3 juillet 1998. Le 4 juillet il forme son gouvernement, qui se traduit surtout par le départ de Moustapha Niasse : le ministre des Affaires étrangères est remplacé par Jacques Baudin. La plupart des ministres socialistes conservent leurs postes, dans la foulée du succès du PS aux élections législatives de 1998 et en prévision de l'échéance présidentielle de 2000.
Mamadou Lamine Loum reste en fonction jusqu'au 5 avril 2000 avant d'être remplacer par Moustapha Niasse. 
Après une pause, le dernier premier ministre d'Abdou Diouf devient consultant international.

## Écrits
- « Les performances économiques du Sénégal », Le Monde, 4 février 1997 (en réaction à l'article de Jean-Pierre Tuquoi, intitulé « Le sursaut de l'Afrique », publié le 7 janvier 1997)
- Le Sénégal au 1er avril 2000, Dakar, 2001